# Halkapınar (métro d'Izmir)
Pour les articles homonymes, voir Halkapinar.
Halkapınar est une station de la ligne 1 du métro d'Izmir.